# 北日本ガス
北日本ガス株式会社（きたにほんガス）は、かつて存在した栃木県小山市に本社をおく都市ガスを主力とするエネルギー販売企業。
日本瓦斯の完全子会社であった。

## 沿革
- 1967年9月29日 - 「小山都市瓦斯株式会社」として設立。
- 2001年10月1日 - 鹿沼ガス株式会社と対等合併し、現社名に変更。
- 2014年3月7日 - 株式交換により日本瓦斯株式会社の完全子会社となる。
- 2024年1月1日 - 東彩ガスに吸収合併される[2]。

## 営業エリア
- 鹿沼市
- 小山市
- 下野市